# Richard Bell
Richard Bell (Toronto, Canadá, 5 de marzo de 1946 - Toronto, Canadá, 15 de junio de 2007) fue un músico canadiense, conocido por su papel en sesiones de grabación y recordado como pianista de Janis Joplin y The Band.

## Biografía

### Primeros años
Richard Bell era hijo de Dr. Leslie Bell, compositor y músico canadiense. Comenzó a tocar el piano a la edad de cuatro años y estudió música en el Real Conservatorio de Música de Canadá.
La carrera musical de Bell ganó significado al unirse a Ronnie Hawkins como miembro del grupo And Many Others, formado tras la marcha de la anterior formación de Hawkins, The Band. Hawkins despidió a la banda a comienzos de los años 70, rebautizando el grupo como Crowbar. Bell abandonaría Crowbar poco después de su unión a la Full Tilt Boogie Band de Janis Joplin.

### Con Janis Joplin
A finales de los años 60, durante una gira de Hawkins en Fillmore East, fue abordado por el mánager de Joplin, Albert Grossman, e invitado a unirse a la recién formada banda. Su trabajo se puede escuchar en el álbum póstumo Pearl, así como en grabaciones pirata de la gira de 1970. En 2003, Bell sería entrevistado para la realización de un documental sobre la gira.
Siguiendo a la muerte de Joplin, Bell se trasladó a Woodstock, Nueva York, donde desempeñó un trabajo como músico de sesión. Entre los artistas con los que colaboraría figuraron Paul Butterfield, John Sebastian, Blackie and the Rodeo Kings, Bruce Cockburn, Judy Collins, Cowboy Junkies, Bob Dylan, Michael Kaeshammer, Bonnie Raitt y Joe Walsh.

### Con The Band
En 1991, Bell se uniría a la nueva formación de The Band como teclista, reemplazando a Stan Szelest, el cual había sustituido hasta la fecha a Richard Manuel, quien se suicidaría en 1986. Bell se mantendría con The Band durante la grabación de los tres últimos álbumes del grupo: Jericho, High on the Hog y Jubilation, recibiendo incluso créditos en las canciones del grupo. En 1999, tras la muerte de Rick Danko, el grupo se separó.

### Últimos años
En los últimos años, hasta su muerte, Bell tocaría como teclista con varios intérpretes canadienses como Colin Linden, Blackie and the Rodeo Kings y Kathleen Edwards.
Bell fallecería tras una larga batalla contra un mieloma múltiple, un cáncer de médula ósea, el 15 de junio de 2007 en el Sunnybrook Sciences Centre de Toronto a la edad de 61 años.